# Carl Vogel (kartograf)
Carl Vogel, född den 4 maj 1828 i Hersfeld, Hessen, död den 16 juli 1897 i Gotha, var en tysk kartograf.
Vogel var först lantmätare, men anställdes 1853 som kartritare vid Justus Perthes geografiska anstalt i Gotha, där han bland annat ritade 26 blad i Adolf Stielers handatlas och redigerade "Karte des Deutschen Reichs" (27 blad 1891-93) i skalan 1:500 000.